# ريتشارد إل. أندرسون
ريتشارد إل. أندرسون (بالإنجليزية: Richard L. Anderson)‏ هو مهندس الصوت أمريكي، ولد في القرن العشرين.

## وصلات خارجية
- ريتشارد إل. أندرسون على موقع IMDb (الإنجليزية)
- ريتشارد إل. أندرسون على موقع قاعدة بيانات الفيلم (الإنجليزية)